# Cayo Valerio Caburo
Cayo Valerio Caburo (en latín, Gaius Valerius Caburus; fl. siglo I a. C.) era un líder de los helvios, una entidad celta relativamente pequeña cuyo territorio era más o menos equivalente al Vivarais (el departamento francés de Ardèche), en la frontera septentrional de la Galia Transalpina. Caburo recibió la ciudadanía romana en el año 83 a. C. por Gayo Valerio Flaco durante su gobierno de la Galia. La fecha de su última actividad conocida indica que estuvo probablemente entre las edades de 20 y 30 años en aquella época, y casi con seguridad por debajo de 35. Caburo tomó el nombre gentilicio de su patrono, como era costumbre para los ciudadanos naturalizados.
Era extremadamente raro a principios del siglo I a. C. que un celta nacido fuera de la península italiana tuviera la ciudadanía romana. El servicio de Caburo debió ser de gran valor durante una época políticamente turbulenta; véase la discusión de el gobierno de Flaco y su posición durante las guerras civiles de los años 80 a. C.
La lealtad de Caburo a Roma duró mucho tiempo, lo mismo que su preeminencia entre su pueblo. Durante los años 50 a. C., él apoyó activamente a Julio César en la guerra de las Galias. Aparece por última vez en la documentación histórica del año 52 a. C. como un líder de los helvios, más de treinta años después de convertirse en ciudadano romano. Su longevidad, junto con esa rara concesión de ciudadanía, sugiere que Caburo era una persona de excepcional agudeza política y cualidades de liderazgo.
Caburo tenía dos hijos conocidos, Trucilo (o Procilo), quien jugó un papel diplomático en el personal de César en el año 58 a. C., y Domnotauro (en celta probablemente Donnotarvos), quien murió mientras defendía territorio helvio contra una fuerza de arvernos y gábalos enviados por Vercingétorix.

## Etimología del nombre
A veces se ha disputado un posible origen celta del nombre Caburo, pero puede derivar de cabo, "boca."